# Walerij Bganba
Walerij Ramszuchowicz Bganba (ur. 26 kwietnia 1953 we wsi Bzipi, rejon gagrski, Abchaska Autonomiczna Socjalistyczna Republika Radziecka) – abchaski polityk. Tymczasowy prezydent Abchazji od 1 czerwca 2014 do 25 września 2014. Przewodniczący Zgromadzenia Ludowego Abchazji (parlamentu) od 3 kwietnia 2012. Premier Abchazji od 18 września 2018 do 23 kwietnia 2020. Od 13 stycznia do 23 kwietnia 2020 pełnił obowiązki prezydenta Abchazji po rezygnacji Raula Chadżymby. Od 19 listopada 2024 pełni obowiązki szefa rządu.